# Morana (filme)
Morana é um filme de drama esloveno de 1994 dirigido e escrito por Aleš Verbič e Samo Kuscer. Foi selecionado como representante da Eslovênia à edição do Oscar 1995, organizada pela Academia de Artes e Ciências Cinematográficas.

## Elenco
- Tanja Dimitrievska - Mojca
- Damjana Grasic - Milena
- Urska Hlebec - Vesna
- Iztok Jereb - Vladimir
- Zoran More - Samo
- Pavle Ravnohrib - Borut
- Natasa Tic Ralijan - Ana
- Borut Veselko - Crt
- Branko Zavrsan - Gorazd
- Vojko Zidar - Rado